# Mateusz Skrzypczak
Mateusz Skrzypczak (Poznań, 2000. augusztus 22. –) lengyel korosztályos válogatott labdarúgó, a Jagiellonia Białystok hátvédje.

## Pályafutása

### Klubcsapatokban
Skrzypczak a lengyelországi Poznań városában született. Az ifjúsági pályafutását a helyi Lech Poznań akadémiájánál kezdte.
2019-ben mutatkozott be a Lech Poznań első osztályban szereplő felnőtt keretében. A 2020–21-es szezonban a másodosztályú Puszcza Niepołomice és Stomil Olsztyn csapatát erősítette kölcsönben. 2022. július 1-jén kétéves szerződést kötött a Jagiellonia Białystok együttesével. Először a 2022. július 16-ai, Piast Gliwice ellen 2–0-ra megnyert mérkőzésen lépett pályára. Első gólját 2022. november 12-én, a Lech Poznań ellen hazai pályán 2–1-es vereséggel zárult találkozón szerezte meg.

### A válogatottban
Skrzypczak az U15-östől az U20-asig szinte minden korosztályos válogatottban képviselte Lengyelországot.

## Statisztikák
2023. február 11. szerint
| Klub                             | Szezon   | Osztály     | Bajnokság | Bajnokság | Kupa és Ligakupa | Kupa és Ligakupa | Nemzetközi | Nemzetközi | Összesen | Összesen |
| Klub                             | Szezon   | Osztály     | Meccs     | Gól       | Meccs            | Gól              | Meccs      | Gól        | Meccs    | Gól      |
| -------------------------------- | -------- | ----------- | --------- | --------- | ---------------- | ---------------- | ---------- | ---------- | -------- | -------- |
| Lech Poznań                      | 2018–19  | Ekstraklasa | 3         | 0         | 0                | 0                | —          | —          | 3        | 0        |
| Lech Poznań                      | 2019–20  | Ekstraklasa | 2         | 0         | 2                | 1                | —          | —          | 4        | 1        |
| Lech Poznań                      | 2021–22  | Ekstraklasa | 2         | 0         | 5                | 0                | —          | —          | 7        | 0        |
| Lech Poznań                      | Összesen | Összesen    | 7         | 0         | 7                | 1                | 0          | 0          | 14       | 1        |
| Puszcza Niepołomice (kölcsönben) | 2020–21  | Ekstraklasa | 13        | 0         | 1                | 0                | —          | —          | 14       | 0        |
| Stomil Olsztyn (kölcsönben)      | 2020–21  | Ekstraklasa | 14        | 0         | 0                | 0                | —          | —          | 14       | 0        |
| Jagiellonia Białystok            | 2022–23  | Ekstraklasa | 14        | 1         | 0                | 0                | —          | —          | 14       | 1        |
| Összesen                         | Összesen | Összesen    | 48        | 1         | 8                | 1                | 0          | 0          | 56       | 2        |

## Sikerei, díjai
Lech Poznań
- Ekstraklasa
  - Bajnok (1): 2021–22
  - Döntős (1): 2019–20

- Lengyel Kupa
  - Döntős (1): 2021–22